# Amberstar
Amberstar – komputerowa gra fabularna wydana przez Thalion Software w 1992 roku.

## Fabuła
Celem gry jest powstrzymanie Lorda Tarbosa, jednak aby to zrobić gracz musi złożyć bursztynową gwiazdę z trzynastu części rozrzuconych po świecie Lyramion.

## Grafika
Grafika oferuje rozdzielczość 320x200. Ekran gry jest podzielony na interfejs, okienka postaci oraz główne okno gry. W zależności od rodzaju otoczenia są dostępne dwa rodzaje grafiki: podróżując w lochach, zamkach czy miastach jest widok imitujący trójwymiar; na niewielkich obszarach, w budynkach oraz na głównej mapie świata jest widok z góry na bohatera gracza. Gdy podróżujemy na głównej mapie w nocy, to wokół naszej postaci tylko niewielki okrąg mapy, tym mniejszy im późniejsza jest pora.

## Rozgrywka
Gracz kreuje swojego bohatera na początku gry, losując jego statystyki, wybierając twarz oraz imię. Oprócz tego może napotkać na swojej drodze przyjaznych NPC, którzy mogą do niego dołączyć. Jednocześnie można mieć sześć postaci, większość z nich można spotkać w karczmach. Dostępnych jest sześć klas postaci: wojownik (warrior), paladyn (paladine), łowca (ranger), złodziej (thief), mnich (monk), biały mag (white mage), szary Mag (grey mage) i czarny mag (black mage). Postacie dysponują szeregiem statystyk i umiejętności, ponadto każda z nich ma listę języków, w których umie się komunikować (ma to wpływ na możliwości rozmowy z niektórymi NPC).
W grze główny nacisk położony jest na fabułę, walki odgrywają niewielką rolę. Walka toczona jest w systemie turowym: na początku rundy gracz wydaje polecenia swoim postaciom, po czym potwierdza start rundy i postacie wraz z przeciwnikami poruszają się w kolejności od tego, który ma największą szybkość do tego, który ma najmniejszą. Na początku gry walki są bardzo trudne, gracz dysponuje kilkoma bardzo słabymi postaciami bez profesji i trudno zyskać pierwsze punkty doświadczenia. W grze zarówno gracze jak i przeciwnicy mają możliwość rzucania zaklęć, walczenia na dystans bądź w zwarciu. Walka jest jedynym sposobem zdobywania doświadczenia.
Gracz może nasłuchiwać, rozmawiać oraz przeglądać. Przeglądać można szafki, skrzynki, beczki i inne elementy otoczenia. Część przedmiotów jest ukryta np. w krzakach czy bukietach na kwiaty. Rozmawiać można z wszystkimi NPC, a nawet ze zwierzętami, jeśli postać gracza potrafi posługiwać się językiem zwierząt (zostaje nauczona wykonując jedno z zadań). Część NPC po wydaniu polecenia rozmowy po prostu mówi to, co ma do powiedzenia i nie ma dalszej możliwości rozmowy z nim. W niektórych przypadkach rozmowa polega także na wpisaniu własnego słowa, o które chcemy zapytać NPC; konwersacje zaczyna się zawsze od "Hello". Gracz musi czytać dialogi i "łapać" rzeczy, o które można zapytać tego, czy innych NPC. Gdy wpisane zostanie słowo, które spowoduje wypowiedź NPC na jego temat, to słowo na stałe dodaje się do listy kluczowych wyrażeń. NPC często chodzą po obszarze w różne strony, jednak w godzinach nocnych idą spać i nie można z nimi rozmawiać. Niektórzy bohaterowie niezależni opuszczają obszar w pewnych godzinach by wrócić później.
W Amberstarze istnieje możliwość handlowania z kupcami. Sklepy mają najczęściej wytyczone godziny otwarcia, wyjątkiem jest kowal w mieście Crystal, który świadczy usługi całą dobę. W sklepach można kupować broń, pancerze, tarcze, biżuterię, jedzenie, rośliny. Oprócz sklepów są także świątynie, w których można wyleczyć rany i przypadłości oraz gildie profesji, w których można wykupić awans, jeśli zgromadzona została odpowiednia ilość doświadczenia.
W Amberstar istnieje duży kontynent, po którym można się poruszać pieszo, konno, tratwą, statkiem, magicznym latającym dyskiem oraz własnym sokołem, którego otrzymuje się po wykonaniu pewnego zadania. Przejście z jednego końca kontynentu na drugi zajmuje paręnaście minut czasu rzeczywistego, ponadto w nocy poruszanie się jest utrudnione ze względu na ograniczoną widoczność i większe ryzyko zasadzki potworów. W grze istnieje około 20 lokalizacji.

## Muzyka
Muzykę do gry skomponował Jochen Hippel. W grze istnieją 22 ścieżki dźwiękowe, zmieniające się zależnie od otoczenia:
1. Pre-Intro – przed ekranem tytułowym
2. Ecran Titre – podczas tytułowego ekranu gry
3. InGame Theme – w karczmach w większości miast
4. City Walk – w mieście Twinlake
5. Dream Cave – w jaskiniach, kanałach miejskich
6. Erik's Revenge – w mieście krasnoludów, Gemstone
7. Fanfares – w mieście elfów, Ellien
8. Flying High – podczas lotu sokołem
9. Funkey Dungeon – podczas wizyty w lochu po drugiej stronie wiru wodnego
10. Gwen's Lament – w mieście Crystal
11. Hasta La Vista – po przegranej walce z potworami
12. High Seas – podczas pływania tratwą lub statkiem
13. Horse Song – podróżując konno
14. Irish Sprint – na cmentarzu, w którym gracz rozpoczyna grę (nad grobem rodziców)
15. Lullaby – podczas odpoczynku drużyny
16. Lurking Horror – podczas przeglądania lochów, świątyń
17. Minor Quarrels – podczas walki
18. Mystic Moments – w ostatnim etapie – zamku Lorda Tarbosa
19. Ode To Schism – w niektórych karczmach i mieście Snakesing otoczonym górami
20. Travellers Tune – w podróży pieszej po mapie świata
21. End of Game – po zakończeniu gry

Wszystkie utwory można odsłuchać podczas gry zdobywając harfę Kilvana z Tomb of Riddles i używając jej.